# Barzy-en-Thiérache

Barzy-en-Thiérache este o comună în departamentul Aisne din nordul Franței. În 1 ianuarie 2022 avea o populație de 317 de locuitori.